# Sprucidea
Sprucidea is een geslacht van korstmossen behorend tot de familie Malmideaceae. De typesoort is Sprucidea rubropenicillata.

## Soorten
Volgens Index Fungorum bevat het geslacht vijf soorten (peildatum maart 2022):
| Soortnaam                  | Auteur(s)                                                               | Publicatiejaar |
| -------------------------- | ----------------------------------------------------------------------- | -------------- |
| Sprucidea fuscula          | (Nyl.) Lücking                                                          | 2021           |
| Sprucidea granulosa        | M. Cáceres, Aptroot & Lücking                                           | 2017           |
| Sprucidea gymnopiperis     | (Kalb) M. Cáceres, Aptroot & Lücking                                    | 2017           |
| Sprucidea penicillata      | (Aptroot, M. Cáceres, Lücking & Sparrius) M. Cáceres, Aptroot & Lücking | 2017           |
| Sprucidea rubropenicillata | M. Cáceres, Aptroot & Lücking                                           | 2017           |